# Yūkaku

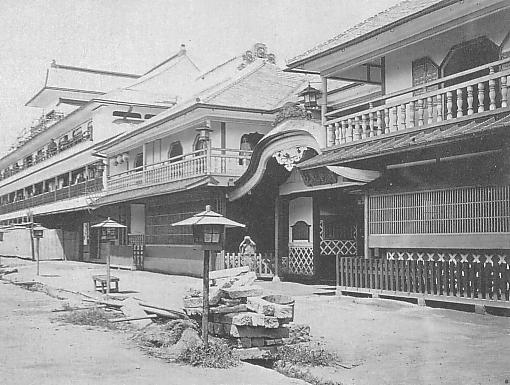
Un yūkaku en Tokio, 1872.

Yūkaku hace referencia a aquellas regiones de Japón en que se situaban los burdeles reconocidos o autorizados por el gobierno. En teoría, la prostitución era legal solo en las regiones yūkaku, pero hubo algunos lugares donde la prostitución fue proporcionada ilegalmente (como, por ejemplo, Okabasho).
En enero de 1946, el GHQ emitió una orden (SCAPIN 642) a nivel nacional para abolir el sistema de prostitución autorizada de Japón, y los burdeles en los yūkaku tuvieron que cambiar su nombre a cafeterías o ryōtei, lo que transformó a las regiones yūkaku en regiones akasen.
Después de que la «Ley anti-prostitución» entrara en vigor en 1956, la prostitución fue prohibida en Japón, y como tal, los yūkaku llegaron a su fin, aunque la prostitución ilegal continúa en Japón.